# Albulae Aquae
Albulae Aquae (« Eaux Blanches  ») est un groupe de sources thermales situé à 6 kilomètres à l'ouest de Tivoli en Italie.

## Caracteristiques et histoire
L'eau des sources est d'une couleur céleste due à la forte concentration de soufre et de carbonate de chaux qu'elles contiennent, et émanent à une température d'environ 24 °C (75 °F). Il y a aussi des ruines d'un établissement thermal romain, près de la source principale, appelé le Lac de la Reine (Lago della Regina), dont la taille ne cesse de diminuer en raison des dépôts laissés par les eaux. Des inscriptions dédicatoires en honneur des eaux ont été trouvées dans les environs.

Divers auteurs Romains les mentionnent, entre eux Strabon, Virgile, Isidore de Seville, Vitruve et Pline l'Ancien qui écrit brièvement dans son Histoire Naturalle 31.6,
« Iuxta Romam Albulae aquae volneribus medentur, egelidae hae, 

sed Cutiliae in Sabinis gelidissimae suctu quodam corpora invadunt, 

ut prope morsus videri possit, aptissimae stomacho, nervis, universo corpori »
— Pline l'Ancien, Histoire Naturalle 31.6
        
« Près de Rome, les eaux de l'Albula guérissent les plaies. Ceux-ci sont chauds, 

mais ceux de Cutilia des Sabins très froids, et pénètrent le corps avec une sorte de succion, 

presque comme s'ils mordaient, et ils sont très sains pour le ventre, les nerfs et le corps entier. »

## Galerie

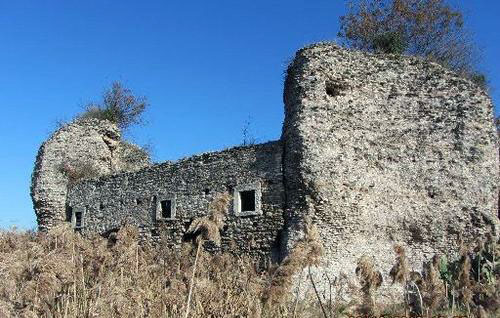
Ruines des thermes romains
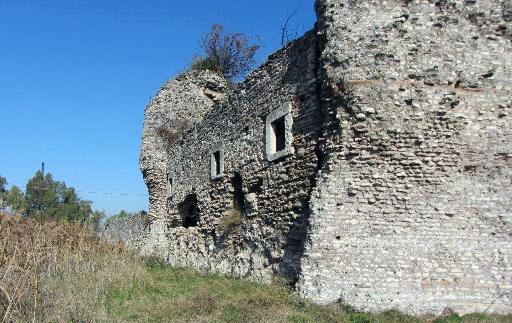
Les thermes romains
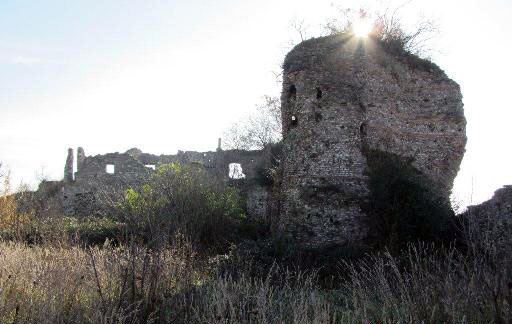
Autre vue des thermes